# Ivan 2. af Moskva
Ivan 2. af Moskva (russisk: Иван II Иванович Красный, tr. Ivan II Ivanovitj, med tilnavnet Ivan den Smukke; født 30. marts 1326 i Moskva, død 13. november 1359 samme sted) var i årene 1353-1359 storfyrste af Moskva. Han var søn af Ivan 1. af Moskva og far til Dmitrij Donskoj.

## Familieliv
Ivan giftede sig to gange. I 1341 med sin første hustru, Feodosija Dmitrijevna af Brjansk, der var datter af Dmitrij Romanovitj, fyrste af Brjansk. Hun døde barnløs i efteråret 1342.
Ivan giftede sig atter i 1345, efter at have været enkemand i tre år. Denne gang med Aleksandra Ivanovna. Hun var datter af Vasilij Veljaminov, der var borgmester i Moskva. De fik mindst fire børn:
- Dmitrij Donskoj (12. oktober 1350 – 19. maj 1389), Ivans efterfølger som storfyrste af Moskva.
- Ljuba Ivanovna
- Ivan Ivanovitj, fyrste af Zvenigorod (ca. 1356 - oktober 1364).
- Maria Ivanovna.

1. ↑  Navnet er anført på russisk og stammer fra Wikidata hvor navnet endnu ikke findes på dansk.